# 蕉北街道
蕉北街道，是中华人民共和国福建省宁德市蕉城区下辖的一个乡镇级行政单位。

## 行政区划
蕉北街道下辖以下地区：
鹤峰社区、培英社区、三元社区、崇文社区、继光社区、碧山社区和单石碑社区。